# Decade (album, Dead Daniels)
Decade je druhé studiové album české hardrockové skupiny Dead Daniels, které vyšlo 31. ledna 2020.

## Seznam skladeb
Všechny skladby napsal(i) Tommy Wheeler, pokud není uvedeno jinak. 
| Pořadí | Název         | Autor                        | Délka |
| ------ | ------------- | ---------------------------- | ----- |
| 1.     | Karma         |                              | 3:54  |
| 2.     | Tos neviděls  |                              | 3:23  |
| 3.     | Michelle      |                              | 5:20  |
| 4.     | BlackOut      |                              | 3:37  |
| 5.     | Ready to Rock |                              | 3:15  |
| 6.     | Geronimo      |                              | 5:21  |
| 7.     | Kalifornie    | Wheeler, Jeník „J. C.“ Smith | 4:00  |
| 8.     | Ráchel        |                              | 3:48  |
| 9.     | Snow          |                              | 3:22  |

## Obsazení
- Tommy Wheeler – kytara, zpěv
- Jeník „J. C.“ Smith – baskytara
- Stanislav Šmeral – bicí